# Вопрос об испанских браках
Вопрос об испанских браках — серия дипломатических интриг 1843—1846 годов между Великобританией, Францией и Испанией касательно браков испанской королевы Изабеллы II и её сестры инфанты Луизы Фернанды. Выбор жениха для испанской королевы имел существенное значение для баланса сил в Европе, так как задавал внешнеполитическую ориентацию Испании на годы вперёд.
Французский министр иностранных дел Франсуа Гизо настаивал на том, чтобы Изабелла вышла замуж за испанского или неаполитанского представителя правящего в Испании дома Бурбонов. После рождения у Изабеллы хотя бы одного ребёнка её младшую сестру Луизу Фернанду предполагалось выдать замуж за одного из французских Бурбонов. Гизо заявлял о своих планах британскому правительству по крайней мере дважды, в 1843 и 1845 годах.
В июне 1846 года британское министерство иностранных дел вновь возглавил виконт лорд Пальмерстон, который отверг планы Гизо и предложил устроить брак Изабеллы с дружественным Британии принцем Леопольдом Саксен-Кобургским — двоюродным братом мужа британской королевы. Чтобы воспрепятствовать испано-французскому альянсу, Пальмерстон взывал к положениям Утрехтского договора 1713 года, согласно которому браки между французскими и испанскими Бурбонами признавались недопустимыми.
Испанское и французское правительства, состоявшие из консерваторов, опасались, в случае осуществления плана Пальмерстона, усиления либерального британского влияния на королеву Изабеллу и поддержки британцами прогрессистов, стремившихся восстановить либеральную Кадисскую конституцию.
Летом 1846 года родственники и советники со всех сторон давили на Изабеллу, чтобы та согласилась на предложение своего двоюродного брата, которого Изабелла не жаловала и который считался при дворе импотентом. По замыслу Гизо, бездетный брак Изабеллы мог в перспективе привести к переходу испанского престола в руки потомков её младшей сестры, то есть французских Бурбонов.
В итоге 10 октября 1846 года в Мадриде была сыграна двойная свадьба: королева Изабелла вышла замуж за своего двоюродного брата герцога Кадисского, а наследница престола Луиза Фернанда — за Антуана, герцога Монпансье, младшего сына Луи-Филиппа. Это означало восстановление династических связей между Испанией и Францией.
Семейная жизнь обеих пар не сложилась. Пресловутый «двойной брак» привёл к резкому ухудшению до того дружественных англо-французских отношений. Король Луи-Филипп порвал отношения с либералами, настроенными в пользу союза с Великобританией, и стал опираться на консервативный лагерь Гизо, что вызвало недовольство широких масс, выплеснувшееся в революцию 1848 года.
- Королева Изабелла
- Её муж — дон Фернандо Кадисский
- Инфанта Луиза Фернанда
- Её муж — герцог Монпансье